# Manzakir Absalijamovič Absalijamov
Manzakir Absalijamovič Absalijamov (rusko Манзакир Абсалямов), sovjetski general, * 10. december 1896, † 19. junij 1981.

## Življenjepis
Pred drugo svetovno vojno je bil sprva najvišji obveščevalni častnik Leningrajske fronte (1940), nato pa je predaval na Vojaški akademiji Frunze (1940-41). 
Med letoma 1941 in 1943 je bil namestnik poveljnika 17. rezervne strelske divizije, nato pa v letu 1943 še namestnik poveljnika 18. strelske divizije. 
Pozneje je poveljeval isti diviziji (1943-44), 81. strelskemu korpusu (1944) in 31. strelskemu korpusu (1944-45). 
Med letoma 1946 in 1967 je bil predavatelj na Vojaški akademiji Vorošilov.
Upokojil se je leta 1967.